# Doom: The Dark Ages
Doom: The Dark Ages — відеогра, шутер від першої особи, розроблена id Software і видана Bethesda Softworks. Проєкт став восьмою основною частиною франшизи Doom і третьою частиною сучасної серії Doom Eternal (2020). Сюжетно гра є приквелом Doom (2016). Випуск для PlayStation 5, Windows і Xbox Series X/S відбувся 15 травня 2025 року.
id Software розпочала роботу над своєю наступною грою після завершення проєкту Doom Eternal після запуску The Ancient Gods у 2021 році, а повне виробництво завершилось у серпні 2022 року. Гру анонсували в червні 2024 року. Doom: The Dark Ages вийшла на PlayStation 5, Windows і Xbox Series X/S 15 травня 2025 року, а також була включена в день першого запуску для передплатників Xbox Game Pass.

## Геймплей
У той час як попередні записи в серії Doom, такі як Doom (2016) і Doom Eternal (2020), зосереджені на швидких, акробатичних боях, Doom: The Dark Ages обирає бік більш важкого, більш обдуманого бойового досвіду, наголошуючи на стратегічних боях. Протагоніст Поборник Фатуму (Doom Slayer) або ж Думґай зображується як «залізний танк», оснащений розширеними засобами ближнього бою та функцією уповільненого відображення вбивства для покращеного контролю під час бою. Поява ланцюгового щита (Shield Saw) дозволяє блокувати, парирувати та атакувати за один хід. Гравці також можуть володіти новою зброєю, наприклад череподробилкою (Skull Crusher), пістолетом, який стріляє уламками кісток у ворогів. Також буде доступна зброя ближнього бою, наприклад рукавиці, залізна булава та ціп. У грі також є масштабні битви, включаючи можливість літати верхи на кібернетичному драконі та пілотувати мех Atlan для боротьби з ворогами під час певних розділів гри. Гра робить більший акцент на розповіді, з більшою кількістю роликів і розвитку персонажів, що забезпечує глибше розуміння походження Doom Slayer.

## Сетинг
Doom: The Dark Ages — це приквел до Doom (2016), який розповідає про зростання головного героя серії, Doom Slayer, коли він стає останньою надією королівства, яке бореться проти сил пекла в техно-середньовічному середовищі.

## Сюжет
Задовго до подій Doom (2016), Нічні Вартові цивілізації Аргент Д'Нур та їхні союзники Творці вели запеклу війну проти Пекла. Думґай — ув'язнений Творців, якого Творець, єпископ Крід, контролює за допомогою «прив'язі» — пристрою, вмонтованого до його обладунків. Тим часом лідер сил Пекла, принц Азрак, шукає Серце Аргент Д'Нур. Він розуміє, що Думґая слід уникати і вирішує зосередитися на головній меті.
Азрак знаходить сховище Серця та атакує його. Думґай і Король Новік перешкоджають Азраку захопити Серце. Проте Новік вирішує привласнити Серце, не довіряючи Думґаю та його володарям Творцям. Азрак потім очолює контратаку, оточує Нічних Вартових, а Крід відмовляється надіслати Думґая на допомогу, щоб захистити себе. Бачачи як демони вбивають невинних, Думґай пересилює контроль «прив'язі» та змушує Кріда відправити його назад у бій. Він успішно стримує демонів до того, як Вартові евакуюються. Азраку вдається захопити Серце, але воно виявляється позбавленим енергії. Тоді Азрак пропонує Кріду союз, натякаючи, що Думґай обернеться проти нього. Думґай тим часом намагається зняти «прив'язь», щоб повністю звільнитися, але йому не вдається. Командир Тіра доручає йому знайти справжнє джерело сили Серця, перш ніж це зробить Азрак.
Виконавши стародавній ритуал, Тіра посилює щит Думґая, і він вирушає на штурм фортеці Азрака в Пекло. Азрак отримує запис ритуалу від Кріда й розуміє, що саме Тіра є джерелом сили Серця. Він наказує захопити Тіру живою. Думґай не знаходить Азрака в фортеці та повертається в королівство Аргент Д'Нур. Там він бачить, що Тіру та Кріда захопили демони.
Переслідуючи викрадачів, Думґай пробуджує стародавнього Древнього та слідує за ним до його рідного світу. Крід обертається проти Думґая, дозволяючи Азраку підкорити його. Азрак виявляє, що Тіра містить душу Рейфа, і витягує її, щоб використати як джерело енергії для Серця. Всупереч пораді Кріда вбити Думґая, Азрак лишає його ув'язненим під силовим куполом трьох велетнів Древніх.
Думґай марно намагається звільнитись і підриває «прив'язь», знищуючи себе разом з Древніми. Він падає в озеро кислоти й розчиняється. Його душа в подобі зомбі подорожує до світу смертних крізь Пекло. Думґай захоплює пекельне судно та протаранює ним браму, поки Командер Вален втілює його за допомогою демонічного ритуалу. Думґай убиває Кріда за його зраду, далі перемагає Азрака і звільняє душу Тіри. Азрак тікає назад до Пекла, Думґай і Тіра очолюють контрнаступ на демонів, щоб знищити Пекло раз і назавжди.
Врешті-решт Думґаю вдається наздогнати Азрака та вбити його. Демони відступають з Аргент Д'Нура. Творці визнають Кріда зрадником і відрікаються від нього. Але Новік і Вален підозрюють, що той був не одним зрадником. Тіра згуртовує Вартових, закликаючи їх покладатися на самих себе, а не Творців. Думґай тим часом захоплює летючий корабель Кріда та вирушає на ньому у бій проти сил Пекла.

## Розвиток проєкту

Статуя Doom Slayer в натуральну величину на виставці Gamescom 2024

Після випуску другої серії Doom Eternal з додатковим контентом (DLC) The Ancient Gods — Part 2 у березні 2021 року креативний директор Г'юго Мартін заявив, що він готовий досліджувати більше історій із головним героєм серіалу Doom Slayer у майбутніх іграх, незважаючи на намір «The Ancient Gods» стануть кульмінацією арки персонажа, яка почалася з Doom (2016). Одна з можливостей, яку він висловив, — це розповідь про першу зустріч Doom Slayer із Нічними Вартовими на Argent D'Nur, в обстановці, яка більше вкорінена в естетиці фентезі порівняно з попередніми іграми. До листопада 2021 року id Software розпочала попереднє виробництво нового бойовика, шутера від першої особи. Під час QuakeCon 2022 виконавчий продюсер Марті Страттон підтвердив, що розробник почав виробництво свого наступного проекту.
У вересні 2023 року численні документи, надані материнською компанією ZeniMax Media Microsoft під час судової справи FTC проти Microsoft щодо майбутнього придбання Activision Blizzard, потрапили в мережу. Включено внутрішню дорожню карту щодо кількох розробок Bethesda Softworks. Новий запис Doom під назвою Doom: Year Zero був запланований до випуску протягом 2023 фінансового року Bethesda, який закінчувався в березні 2024 року, з двома наборами додаткового контенту (DLC), орієнтовно датованих на 2023 фінансовий рік і 2024 фінансовий рік, що закінчувався в березні. 2025 р. відповідно.
У травні 2024 року ZeniMax Media подала заявку на торговельну марку з посиланням на чіт-код Doom (1993) «IDKFA», який використовується для надання гравцеві всіх ключів і кожної зброї в грі з повним боєприпасом. Пізніше того ж місяця численні видання повідомили, що гра має офіційну назву Doom: The Dark Ages, яка, як припускали, є приквелом Doom (2016), дія якого розгортається в похмурому фентезі, що нагадує Середньовіччя та досліджує більш ранній період у життя Поборника Долі.

## Видання
У вересні 2020 року, після запуску Doom Eternal Microsoft уклала угоду про придбання материнської компанії Bethesda, ZeniMax Media, за 7,5 мільярда доларів США, отримавши право власності на всі пов'язані з Bethesda команди розробників і франшизи, включаючи id Software і ліцензію на Doom, тепер як частина Microsoft Gaming. Doom: The Dark Ages було офіційно анонсовано на заході Microsoft Xbox Games Showcase 9 червня 2024 року, де було підтверджено випуск для Windows і Xbox Series X/S у 2025 році. Після презентації було оголошено день і дату запуску версії для PlayStation 5 на інших платформах. Щодо рішення не прагнути до ексклюзивності назви, Філ Спенсер пояснив, що історія серії Doom на інших платформах зробила її серією, у яку, на його думку, «кожен заслуговує грати».

## Сприйняття
| Агрегатор  | Оцінка                                 |
| ---------- | -------------------------------------- |
| Metacritic | (PC) 85/100 (PS5) 85/100 (XSXS) 86/100 |
| OpenCritic | 96% recommend                          |

| Видання               | Оцінка |
| --------------------- | ------ |
| Destructoid           | 9.5/10 |
| Digital Trends        | 3.5/5  |
| Eurogamer             | 4/5    |
| Famitsu               | 35/40  |
| Game Informer         | 9.5/10 |
| GameSpot              | 8/10   |
| GamesRadar+           | 3.5/5  |
| Hardcore Gamer        | 5/5    |
| IGN                   | 9/10   |
| PC Gamer (США)        | 80/100 |
| PCGamesN              | 8/10   |
| Push Square           | 8/10   |
| Shacknews             | 9/10   |
| The Guardian          | 4/5    |
| Video Games Chronicle | 4/5    |
| VG247                 | 4/5    |
| VideoGamer.com        | 8/10   |

Згідно з агрегатором відгуків Metacritic, гра Doom: The Dark Ages отримала «загалом схвальні» відгуки критиків. На OpenCritic вона зібрала 96 % схвальних відгуків.
Мітчелл Зальцман у IGN підсумував: Doom: The Dark Ages — це далеко не просто продовження Doom, а нова віха легендарної серії шутерів. Це важча та приземленіша гра, але не менш енергійна та захоплива. Щит додає безліч як наступальних, так і захисних можливостей, а в поєднанні з великим арсеналом надає чимало цікавих способів боротьби. Критик окремо похвалив музику, пишучи, що окремі рівні гри хочеться перепроходити заради неї.
Маркус Стюарт на Game Informer похвалив удосконалення, порівняно з попередньою грою. А саме те, що The Dark Ages урізноманітнює стрілянину ближнім боєм, а також надає керуванням велетенським мехом і драконом. Однак, останнє найбільше незграбне. Похвалу отримала також легка складність, краще реалізована в The Dark Ages, ніж у Eternal, й те як різноманітні налаштування дозволяють зробити гру зручною і для різних стилів проходження, і для людей з порушеннями здоров'я.
Алессандро Барбоса на GameSpot погодився, що ближній бій став найсуттєвішим доповненням до класичної формули Doom, а арсенал відповідає похмуро-середньовічній атмосфері гри. При цьому дія багатьох видів зброї оригінальна й несподівана. Разом з тим епізоди з мехом і драконом доволі нудні. В The Dark Ages легше стежити за сюжетом, оскільки є персонажі з названими в кінематографічних сценах іменами. Сюжет проте так і не відповідає на деякі питання щодо головного героя та його передісторії.
Морган Парк у PC Gamer зауважив, що рівні в The Dark Ages спрощені, порівняно з лабіринтами двох попередніх ігор — ймовірно для більшої передбачуваності повільнішої боротьби з ближніми атаками. Вороги однаково легко знищуються будь-якою зброєю. Головоломки стали надто простими й не вимагають якихось умінь. Усе це розширює авдиторію гри, але кидає менше виклику.
Максим Коляда на ITC.ua зробив висновок, що The Dark Ages — це вдалий крок серії від наукової фантастики в бік темного фентезі. Гра показує світ, куди зло не прийшло, а завжди було поруч, чим зумовлено все: від ландшафтів до набору зброї та музики. Це один із найкраще візуально реалізованих проєктів у жанрі, де всі частини працюють разом, впливаючи одна на іншу. Також, хоча вороги стали вразливіші, розташування аптечок і боєприпасів задає ритм гри, спонукаючи не просто ломитися вперед, а вибудовувати певний маршрут по рівню.